# Barunčina škola
Barunčina škola se nachází v ulici Boženy Němcové v České Skalici a tvoří součást Muzea Boženy Němcové. Od roku 1964 je chráněna jako kulturní památka.

## Historie
Původní budova farní skalické školy snad měla vzniknout již ve 13. století při blíže neznámém klášteře, který stával pod dnešní Barunčinou školou. O této škole však nejsou žádné záznamy, dochovala se pouze v místní pověsti. První písemná zmínka o farní škole pochází z roku 1407, v roce 1639 ji vypálili Švédové. V roce 1643 byla vystavěna nová škola, ze které se do současnosti dochovala menší přední část. Letopočet na vnitřní zdi školy patrně odkazuje na jednu z rekonstrukcí školy.
Z kroniky od Josefa Myslimíra Ludvíka víme, že v roce 1771, kdy zde byl učitelem Jan Skala, mělo školu navštěvovat 288 dětí, chodilo jich ovšem jen 80. Až do roku 1790 se jednalo o jednotřídní školu, poté přibyla i druhá třída. V letech 1824–1833 ji navštěvovala Barunka Panklová, odtud dostala škola svůj současný název. Z této doby se dochoval pouze bývalý učitelský byt, který v roce 1851 učitel Josef Arnošt Kolisko upravil na přípravnou či elementární třídu. V zadní části školy se nacházela dvojice tříd, obě však zničil požár z roku 1864.
Výuka zde probíhala do července 1864, neboť 28. září fungovala nová škola otevřená v nové budově radnice na náměstí. Bývalou školu zakoupil za 2000 zlatých kožešník Josef Kolářský ze sousedního domu. Ten později na bývalé školní zahradě vystavěl přízemní kamenný domek, který dnes tvoří součást areálu Barunčiny školy.
V roce 1919 došlo k osazení torza školy bronzovou pamětní deskou od akademického sochaře Quida Kociana, nazvanou Hold dětí Boženě Němcové. Následně sloužila dlouhá léta k bydlení, nacházel se zde i mlékařský krámek. V roce 1962 prošla rekonstrukcí a bývalý učitelský byt byl upraven na školní třídu ze 30. a 40. let 19. století podle popisu v povídce Pan učitel od Boženy Němcové. Současná podoba areálu pochází z let 1972–1981 a za její podobou stojí akademický architekt Vladimír Labský. Během těchto úprav došlo ke zbourání sousedního domu čp. 10 a celý areál dnes od ulice odděluje zeď se srubem a lomenicí, branka a dřevěná vrata. Ve zdi atria, který ohraničuje malou zahrádku, se nachází pětice nik s výzdobou od akademického malíře Jiřího Škopka a zobrazující výjevy ze školního dne Barunky Panklové a jejích spolužáků. Niky chrání okenice s malbami a citáty z próz Pan učitel a Babička. Úpravy se nevyhnuly ani kamennému domku v bývalé školní zahradě.